# Людовици, Юрий
Юрий Лю́довици (в.-луж. Jurij Ludovici, 1619 год, деревня Букойна, Лужица — 9 декабря 1673 года, деревня Барт, Лужица) — лютеранский священник, лужицкий поэт и лингвист.
Окончил гимназию в Будишине. Получил богословское образование в Лейпциге. Был настоятелем в населённых пунктах Лучо (в 1640 году), Минакал (1641—1648) и Барт (1648—1673).
Известен своим сочинением «Rudimenta grammaticae Sorabo-Vandalicae idiomatis Budissinatis delineata», которое является самой первой в истории грамматикой верхнелужицкого языка.
Написал несколько стихотворений на христианскую тему.